# Berchem (Luxemburg)
Berchem (Luxemburgs: Bierchem) is een plaats in de gemeente Roeser en het kanton Esch-sur-Alzette in Luxemburg. Berchem telde 831 inwoners in 2001.
Er is ook een station Berchem aan CFL Lijn 6).

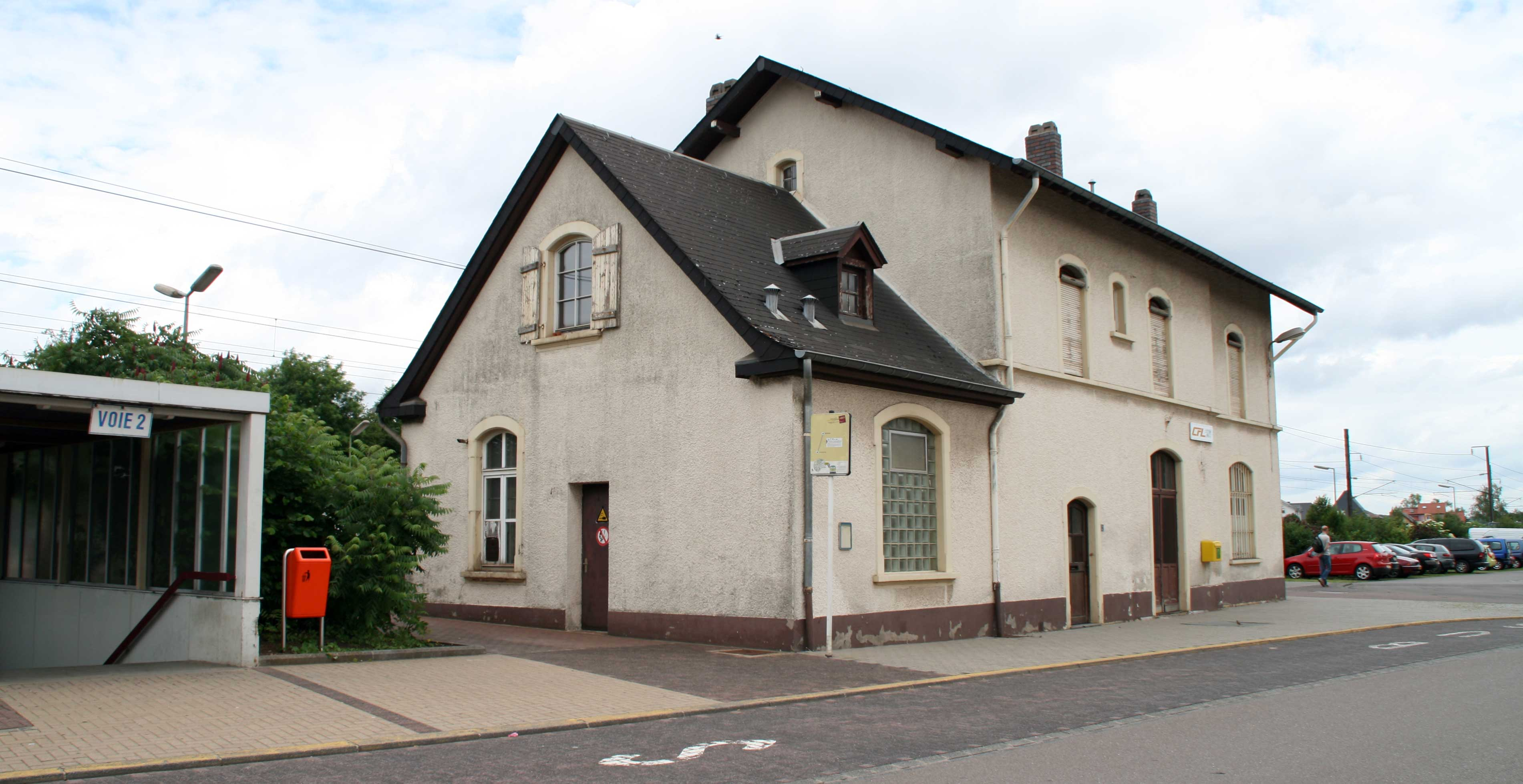
Station Berchem